# Диффузионная длина
Диффузионная длина (длина диффузии) — расстояние (L), на котором избыточная концентрация Δn неравновесных носителей заряда, например в полупроводниках, в процессе диффузии в отсутствие внешнего электрического поля уменьшается в е раз за счёт рекомбинации. Диффузионная длина определяется из соотношения:
{\displaystyle L={\sqrt {D\tau }}},
где D — коэффициент диффузии, а τ — время жизни неравновесных носителей. От диффузионной длины зависят характеристики многих полупроводниковых приборов.
Метод определения диффузионной длины включает в себя возбуждение неравновесных носителей заряда, обычно с использованием света, путём освещения участка поверхности образца через ярко освещённую щель. Регистрация этих носителей происходит на определённом расстоянии r от точки их генерации. В качестве детектора неравновесных частиц может использоваться электронно-дырочный переход или  контакт металл-полупроводник. Изменяя расстояние r между источником света и детектором, а также анализируя сигнал с детектора, можно вычислить стационарное распределение концентрации неравновесных носителей. Диффузионная длина L определяется на основе измеренной зависимости концентрации от отношения r/L.